# Heřmanov (okres Žďár nad Sázavou)
Heřmanov je obec na Moravě v okrese Žďár nad Sázavou v Kraji Vysočina. Žije zde 222 obyvatel.

## Název
Původní název vesnice byl Hermannschlag, česky "Heřmanova paseka" či "Heřmanova" mýtina". Téměř současně s německým jménem je doloženo i české Heřmanice, které vzniklo jeho úpravou. V 15. a 16. století se jméno uvádělo i v počeštěné transkripci jako Hermašlak. Podoba Heřmanice byla schválena jako úřední název v letech 1872-1924, kdy byla změněna na současné Heřmanov.

## Historie
Heřmanov byl založen německými osadníky v období lesní kolonizace ve 14. století pod názvem Hermanschlag. První písemná zmínka pochází z roku 1349, kdy ves patřila k panství Osová, před rokem 1415 přešla pod panství Náměšť nad Oslavou. K témuž panství náležel Heřmanov, později jako samostatný statek, až do zrušení patrimoniální správy v roce 1848.
Nepravidelný půdorys obce, typický pro lesní kolonizaci, se dodnes zachoval. Široká náves se zužuje směrem k jihu, starší domy (cca před rokem 1850) jsou k ní obráceny štítem, novější průčelím. Zdejší fara byla při kostele založena před rokem 1428, z něhož o ní pochází první písemná zmínka. Kostel svatého Mikuláše, stojící na severu vesnice, byl vystavěn na starších základech kolem roku 1600 a nová loď s kaplí k němu přistavěna roku 1731.

## Současnost
Obec v roce 2014 získala ocenění v rámci soutěže Vesnice Kraje Vysočina 2014, tj. konkrétně obdržela Cenu naděje pro živý venkov za místní spolkový život a občanskou společnost v obcích. Obec Heřmanov v roce 2014 rovněž obdržela ocenění v soutěži Vesnice Kraje Vysočina konkrétně získala ocenění Zlatá cihla v Programu obnovy venkova A. V roce 2015 získala obec ocenění v soutěži Vesnice Kraje Vysočina 2015, konkrétně obdržela Oranžovou stuhu za spolupráci obce a zemědělského subjektu a v celorepublikovém hodnocení druhé místo. V roce 2016 získala obec ocenění v soutěži Vesnice Kraje Vysočina 2016, konkrétně obdržela Modrou stuhu za společenský život. V roce 2017 pak obec získala v téže soutěži Zlatou stuhu a stala se tak krajským vítězem. V témže roce získala celostátní ocenění Vesnice roku 2017.

## Obyvatelstvo
| Rok            | 1869 | 1880 | 1890 | 1900 | 1910 | 1921 | 1930 | 1950 | 1961 | 1970 | 1980 | 1991 | 2001 | 2006 | 2013 |
| Počet obyvatel | 338  | 362  | 342  | 357  | 332  | 308  | 273  | 263  | 258  | 278  | 241  | 224  | 210  | 211  | 215  |

V roce 1790 činil počet obyvatel 236 a v roce 1840 pak 287.

## Obecní správa
V letech 1961–1991 k obci patřil Milešín.

## Společenský život
Každý rok se v obci pořádá více než 50 různých akcí. Jde zejména o společenské večery (s tématy jako například zelňačkobraní, burčákobraní, štrúdlobraní nebo klobásobraní). Od roku 2001 se koná soutěž hasičských družstev „Heřmanovská savice“, které předchází slavnostní bohoslužba k svátku sv. Floriána, patrona hasičů. V budově základní školy, jejíž činnost musela obec pro nedostatek dětí pozastavit, vzniklo víceúčelové kulturní zařízení „Komunitní škola Heřmánek“.
V obci se nacházejí dva obchody se smíšeným zbožím, pohostinství, požární zbrojnice, pošta Partner a knihovna, je zde instalován bezdrátový internet. Od začátku 21. století se v obci podařilo zrealizovat celou řadu akcí z Programu obnovy venkova (mj. veřejný vodovod, plynofikaci, rekonstrukci kulturního domu nebo veřejného osvětlení. Bylo vybudováno dětské hřiště a sportovní areál. Peníze získané za Oranžovou a Modrou stuhu i Zlatou stuhu v letech 2015 až 2018 použila obec na rekonstrukci obecních budov.

## Školství
- Komunitní škola Heřmánek

## Pamětihodnosti
- Kostel svatého Mikuláše – s gotickou věží ze 14.-15. století, písemně se připomíná k roku 1428; přestavěn kolem roku 1600, v baroku byla přistavěna loď, prolomena kasulová okna a přistavěna kaple (roku 1731 vysvěcená); ve věži tři staré zvony z let 1493. 1516 a 1534
- Smírčí kámen, směrem do Křižanova
- Mineralogická zvláštnost Heřmanovské koule – složené z biotitu a antofylitu, vyskytující se při silnici z Heřmanova do Osové Bitýšky.
- Pamětní deska Františku Pařilovi u kříže na hřbitově[16]

## Osobnosti
- Václav Ždímal (1890–1942), československý legionář, brigádní generál (divizní generál in memoriam), velitel Oblastního velitelství Obrany národa